# Виборчий округ 90
Виборчий округ 90 — виборчий округ в Київській області. В сучасному вигляді був утворений 28 квітня 2012 постановою ЦВК №82 (до цього моменту існувала інша система виборчих округів). Окружна виборча комісія цього округу розташовується в нежитловому приміщенні за адресою м. Біла Церква, пл. Торгова, 6.
До складу округу входить місто Біла Церква. Виборчий округ 90 оточений з усіх сторін округом 92, тобто є анклавом. Виборчий округ №90 складається з виборчих дільниць під номерами 321097-321192 та 321398.

## Народні депутати від округу
| Ім'я                             | Фото | Партія            | Скликання | Дата набуття повноважень | Дата припинення повноважень |
| -------------------------------- | ---- | ----------------- | --------- | ------------------------ | --------------------------- |
| Чудновський Віталій Олегович     |      | самовисуванець    | 7-ме      | 12 грудня 2012           | 27 листопада 2014           |
| Марченко Олександр Олександрович |      | Свобода           | 8-ме      | 27 листопада 2014        | 29 серпня 2019              |
| Бабенко Микола Вікторович        |      | Біла Церква разом | 9-те      | 29 серпня 2019           |                             |

## Результати виборів

### Парламентські

#### 2019
Кандидати-мажоритарники:
- Бабенко Микола Вікторович (Біла Церква разом)
- Нестерчук Юрій Вікторович (Слуга народу)
- Бігарі Наталія Володимирівна (Голос)
- Дашкевич Микола Володимирович (Самопоміч)
- Мепарішвілі Хвича Нодарович (Європейська Солідарність)
- Киришун Дмитро Володимирович (Аграрна партія України)
- Кошель Вадим Олегович (Свобода)
- Поляруш Олександр Олексійович (Радикальна партія)
- Санін Володимир Миколайович (Опозиційна платформа — За життя)
- Браславський Руслан Георгійович (Батьківщина)
- Ганжа Володимир Михайлович (Сила і честь)
- Бабенко Микола Миколайович (самовисування)
- Яременко Ярослав Вікторович (самовисування)
- Литвинов Олександр Володимирович (самовисування)
- Дикий Артем Валерійович (самовисування)
- Савченко Петро Петрович (самовисування)
- Бондик Валерій Анатолійович (Опозиційний блок)
- Архіпов Віталій Вікторович (Громадсько-політична платформа Надії Савченко)
- Расторгуєв Олександр Валерійович (самовисування)
- Бут Юрій Олександрович (Справжні дії)
- Авраменко Олексій Сергійович (самовисування)
- Магомедов Мурад Гамідович (самовисування)
- Костіков Володимир Володимирович (УДАР)
- Гайдамачук Володимир Анатолійович (самовисування)

#### 2014
Кандидати-мажоритарники:
- Марченко Олександр Олександрович (Свобода)
- Бабенко Микола Вікторович (Блок Петра Порошенка)
- Петрик Юрій Федорович (Батьківщина)
- Дригало Людмила Борисівна (самовисування)
- Ліневич Олександр Станіславович (Радикальна партія)
- Лещенко Роман Валерійович (самовисування)
- Порфимович Микола Сергійович (Правий сектор)
- Яременко Богдан Вікторович (самовисування)
- Шуліпа В'ячеслав Геннадійович (самовисування)
- Поліщук Станіслав Михайлович (Опозиційний блок)
- Олійник Тарас Володимирович (Комуністична партія України)
- Щериця Іван Володимирович (самовисування)
- Шевченко Володимир Іванович (самовисування)
- Олійник Анна Олександрівна (самовисування)
- Костельнюк Олександр Васильович (самовисування)
- Поляруш Олександр Олексійович (самовисування)
- Долгий Василь Миколайович (самовисування)
- Молоцький Петро Васильович (самовисування)
- Кулініч Ганна Миколаївна (самовисування)
- Безкрилий Євгеній Олександрович (самовисування)
- Ярмольчук Сергій Анатолійович (самовисування)
- Зборівський Богдан Вікторович (самовисування)
- Матвійчук Віктор Андрійович (самовисування)
- Матюшко Вадим Михайлович (самовисування)
- Іщенко Андрій Дмитрович (самовисування)
- Фелоненко Юрій Васильович (самовисування)

#### 2012
Кандидати-мажоритарники:
- Чудновський Віталій Олегович (самовисування)
- Марченко Олександр Олександрович (Свобода)
- Дригало Людмила Борисівна (Народна партія)
- Григоришин Роман Мирославович (УДАР)
- Зозуля Руслан Петрович (самовисування)
- Ліневич Олександр Станіславович (самовисування)
- Поляруш Олександр Олексійович (Партія пенсіонерів України)
- Пензарєв Олексій Якович (Україна — Вперед!)
- Костельнюк Олександр Васильович (самовисування)
- Музика Григорій Дмитрович (Відродження)
- Найвельт Едуард Михайлович (самовисування)
- Коча Ігор Юрійович (самовисування)
- Підпалий Юрій Миколайович (Українська морська партія)
- Нечас Олександр Вікторович (самовисування)

## Явка
Явка виборців на окрузі: